# 桃
桃是源自中国的蔷薇科李属的一种植物，花可以观赏，果实多汁，作为水果，可以生食或製桃脯、罐头等，核仁也可以食用。桃品种众多，口感分脆桃和软桃，果肉有白色和黄色的，一般在日本最受歡迎的品种多为白色果肉，香甜多汁；欧洲、澳洲和北美洲的人则在历史上喜欢黄色果肉较酸的品种。在原产国中国则百花齐放，由于南北方差异巨大，桃子种类丰富，脆桃、蜜桃、油桃等都深受人们喜爱。

## 形态
落叶小乔木；叶为窄椭圆形至披针形，长15厘米，宽4厘米，先端成长而细的尖端，边缘有细齿，暗绿色有光泽，叶基具有蜜腺；树皮暗灰色，随年龄增长出现裂缝；花单生，从淡至深粉红或红色，有时为白色，有短柄，直径4厘米，早春开花；近球形核果，表面有毛茸，肉质可食，为橙黄色泛红色，直径7.5厘米，有带深麻点和沟纹的核，内含黑色种子。
- 桃子的剖面
- 桃花
- 一盘桃子
- 桃膠糖水

## 历史

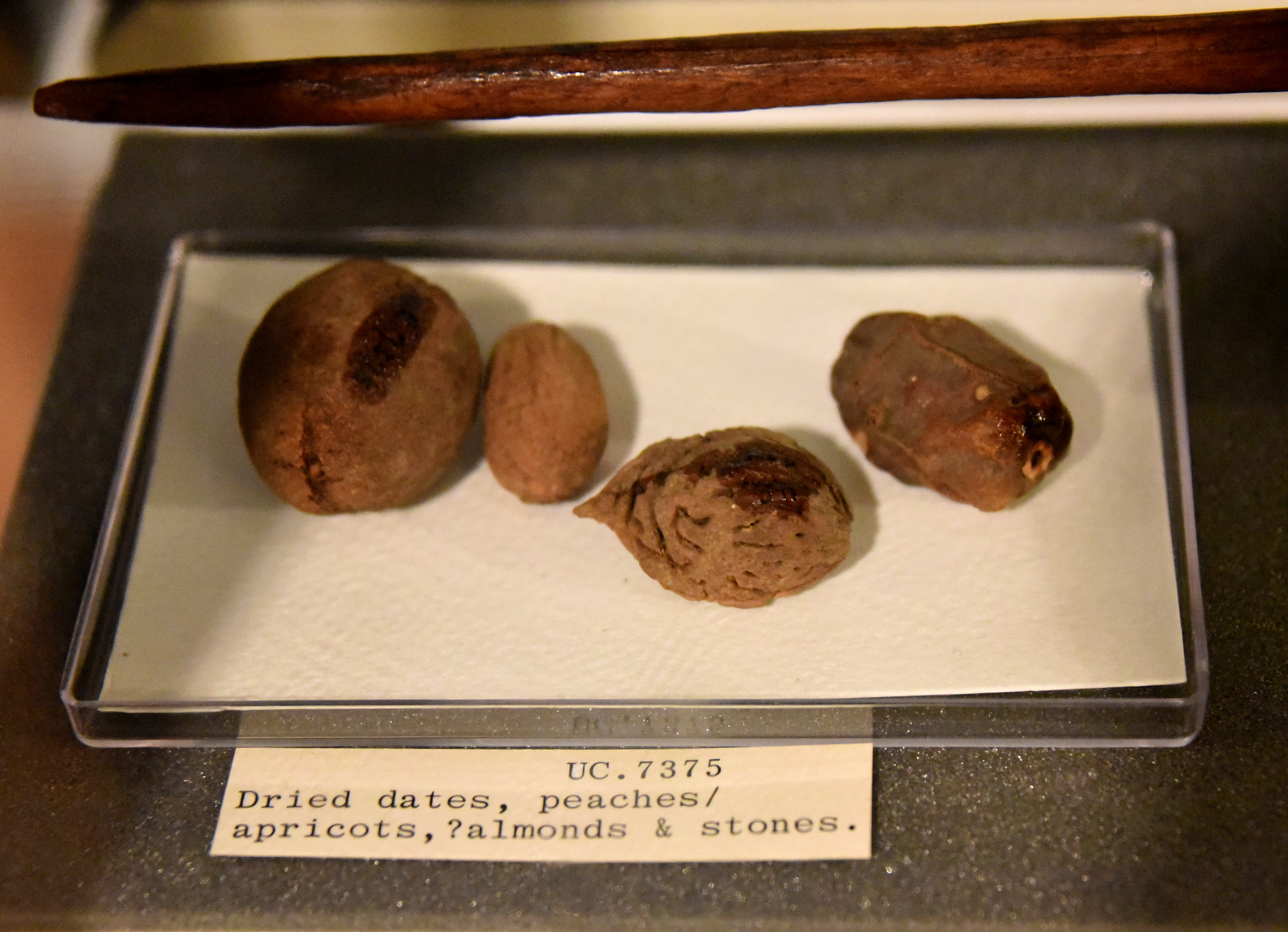
来自埃及拉赫恩的椰枣、桃子、杏子和石头。晚中王国时期。伦敦埃及考古佩特里博物馆收藏。

尽管其植物学名称Prunus persica指的是波斯，基因研究表明桃子起源于中国，它们在中国已经自新石器时代起被栽培. 直到最近，人们普遍认为栽培始于公元前2000年左右。 更近期的证据表明，驯化早在公元前6000年在中国的浙江省发生。最古老的考古桃核来自跨湖桥附近的杭州附近。考古学家指出，扬子江流域可能是早期选择有利桃子品种的地方。 从公元前一千年起，桃子在中国的写作和文学作品中就有所提及。
在日本，一种家养的桃子早在公元前4700-4400年的绳文时代就已经出现。它与现代培育品种相似，其中桃核比早期的核要大得多且更为压缩。这种家养的桃子类型是从中国引入日本的。然而，在中国本土，这种品种在公元前3300至2300年左右才得到确证。

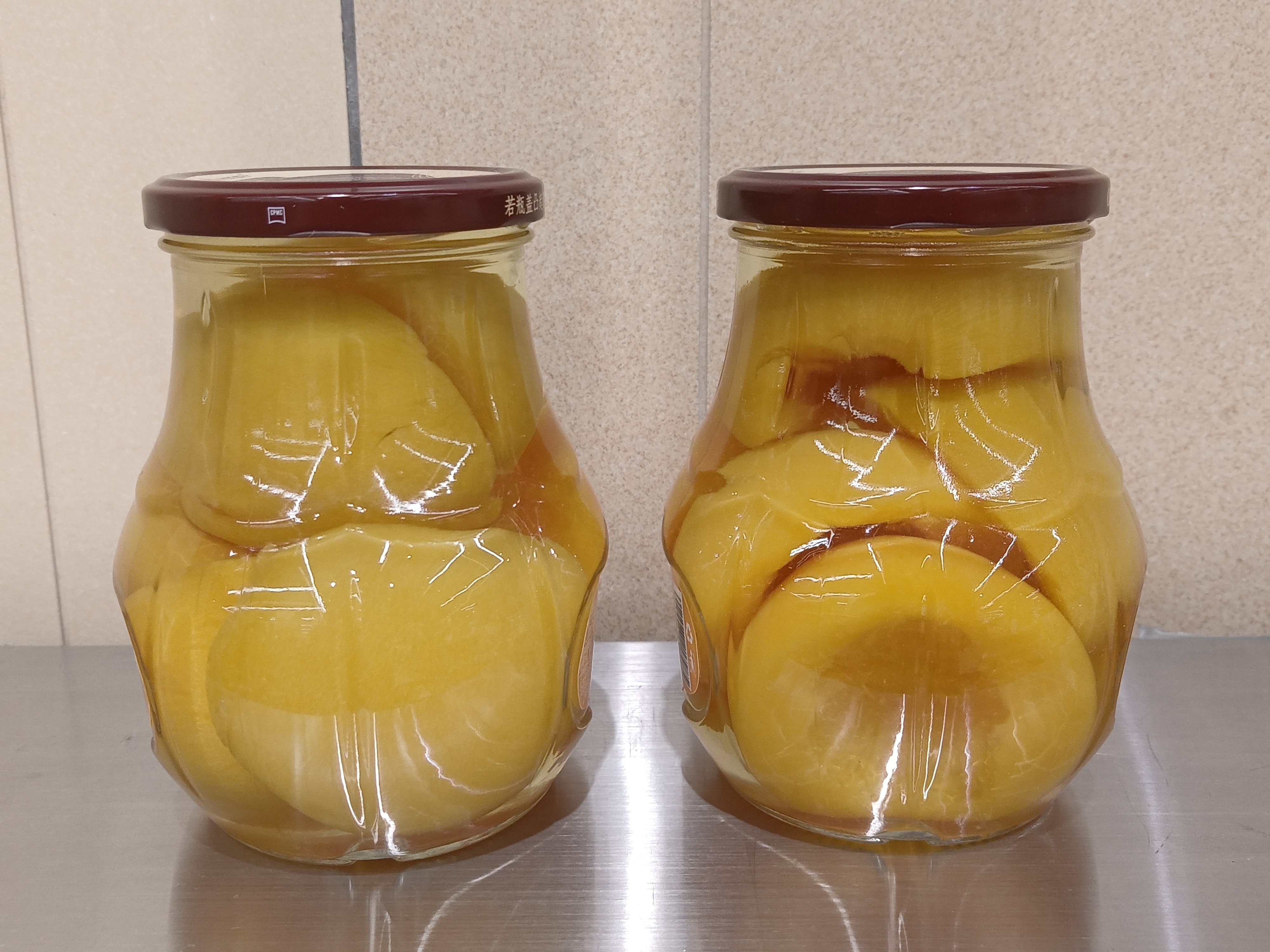
黄桃罐头

在印度，桃子最早出现在公元前1700年左右，即哈拉帕文明时期。
在古代的西亚地区也有发现。 桃子栽培于公元前300年传入希腊。有时有说亚历山大大帝在征服波斯后将桃子引入希腊，但没有找到这一主张的历史证据。但是，桃子在公元1世纪的罗马人中已经广为人知；这种水果的最古老的已知艺术表现出现在两块墙画碎片中，日期为公元1世纪，保存在因79年的维苏威火山喷发而保存的赫库兰尼姆中，现藏于那不勒斯国家考古博物馆中。考古发现显示，在罗马西北欧洲大陆广泛种植桃树，但在第六世纪左右产量下降；随着九世纪的卡洛林复兴，生产有所复苏。
关于西班牙桃树栽培的一篇文章被记载在伊本·奥瓦姆的12世纪农业著作《农业之书》中。桃子于16世纪由西班牙探险家引入美洲，最终在17世纪传入英国和法国，成为了珍贵且昂贵的美味。园艺学家乔治·米尼菲据说在17世纪早期将第一批桃子从英国带到了北美的殖民地，将它们种植在弗吉尼亚的巴克兰庄园。尽管托马斯·杰斐逊在蒙蒂塞洛也种植了桃树，但直到19世纪美国的马里兰、特拉华、乔治亚、南卡罗来纳和弗吉尼亚等地的农民才开始商业生产。
上海蜜桃是现代大都市上海地区的食品文化和农业经济的重要组成部分。桃子是早期上海园艺文化的基石。随着现代化和西方化席卷这座城市，上海的蜜桃几乎完全消失。现代上海的许多区域都建在这些园艺和桃园之上。
在2010年4月，一个国际联合体，国际桃基因组计划，其中包括来自美国、意大利、智利、西班牙和法国的研究人员，宣布他们已经对桃树基因组（倍性合子Lovell）进行了测序。最近，他们发布了桃基因组序列及相关分析。这个序列由227百万个核苷酸组成，排列成八个假想分子，代表着八个桃子染色体（2n = 16）。此外，预测出了27,852个编码蛋白质的基因和28,689个编码蛋白质转录本。
在这项研究中，特别强调了对桃子种质遗传多样性的分析，以及人类活动如驯化和育种如何影响了它的形成。主要的历史瓶颈包括一个与推测的最早驯化有关，据认为大约在4,000-5,000年前发生在中国，第二个与西方种质有关，与桃子早期从中国传入欧洲以及近年来在美国和欧洲的育种活动有关。这些瓶颈突显了与驯化和育种活动相关的遗传多样性的大幅减少。

## 分布
桃原产于中国，最遠可以追溯到周朝：《诗经·国风·周南》即有〈桃夭〉一詩，逐渐传播到亚洲周边地区，从波斯传入西方，桃的种小名意思就是波斯的水果。

## 化石记录
最早的桃化石（Prunus kunmingensis）发现于中国西南地区云南省昆明市北郊距今约260万年的茨营组，其结构和现代栽培的桃，果核形态无异。

## 營養
桃是一種營養價值很高的水果，含有蛋白質、脂肪、糖、鈣、磷、鐵和維生素B、C等。桃富含果膠，經常食用可預防便秘。中醫認為，桃仁味甘酸，性微溫，具有補氣養血、養陰生津、止咳殺蟲等功效。桃仁的藥用價值，主要在於桃仁中含有苦杏仁甙、脂肪油、揮髮油、苦杏仁酶及維生素B1等。《神農本草經》上有“桃核仁味苦、平。主瘀血血閉，癥瘕邪氣，殺小蟲”之功效。桃仁對治療肺病有獨特功效，唐代醫師孫思邈稱桃仁為“肺之果，肺病宜食之”。
桃樹的樹膠稱作桃膠（桃花淚，桃漿），可食用。

## 种植
桃是一种温带植物，需要一定的夏日光照但晚上要比较凉爽的气温及充足的水分和肥料，而且不耐旱。一般用嫁接法种植。把树型要修整为张开的手掌形以使各部分能获得充分的阳光（和苹果要有一个向上的中心领导枝不同），桃园和苹果园可以从树型上很容易地区别。

## 品种
桃有多种品种，一般果皮有毛，“油桃”的果皮光滑；“蟠桃”果实是扁盘状；“碧桃”是观赏花用桃树，有多种形式的花瓣，北京植物园還有几百个不同的品种。
食用的桃还有大久保桃、水蜜桃、绿化九、十四号、白凤等不同品种。
- 火王子品种桃
- 拉拉山水蜜桃
- 碧桃

## 文化
桃在亚洲文化中占很大的地位，中国古代传说经常提到桃是一种可以延年益寿的水果，神仙多食用桃，《西游记》中孙悟空在天界看管的桃园，出产的蟠桃人吃了可以立刻成仙。日本神话中有“桃太郎”。
桃木在中国文化中有避邪的意义，相传东海东少山上住着神荼、郁垒二位神仙，手持桃枝，专司捉妖拿邪。通常在门外挂有桃木符或桃木做的对联。《淮南子·诠言》说：“羿死于桃棓”。许慎注：“棓，大杖，以桃木为之，以击杀羿，由是以来鬼畏桃也”。戰國楚人认为桃树是可以驱鬼辟邪。《棘楚岁时记》记载南朝楚地风俗：“元旦服桃汤，桃者五行之精，能厌服邪气，制御百鬼。”“正月一日……造桃板著户，谓之仙木，百鬼所畏。”《晋书·礼志》记晋代：“岁旦，常设苇索、桃梗、磔鸡于宫及百寺之门以禳恶气。”《本草纲目》说：“桃味辛气恶，故能厌邪气”。道士做法时亦常用桃木剑降妖伏魔，《封神榜》載姜子牙用桃木劍降妖興周。
桃花在中國文化中則多與愛情、人緣相關，《詩經·国风·周南·桃夭》云：“桃之夭夭，灼灼其華，之子于歸，宜室宜家”，這是一首送新嫁娘歌，用美麗的桃花比喻新娘。春節時會擺放桃花以求行桃花運，參見犯桃花詞條。而「桃」與「圖」於粵語和部份南方方言同音，春節時做生意的人亦喜歡於家中或公司擺放大棵桃花，取其「大展鴻圖」之意。另外在中國形容男同性戀者的其中一個成語為「斷袖分桃」。

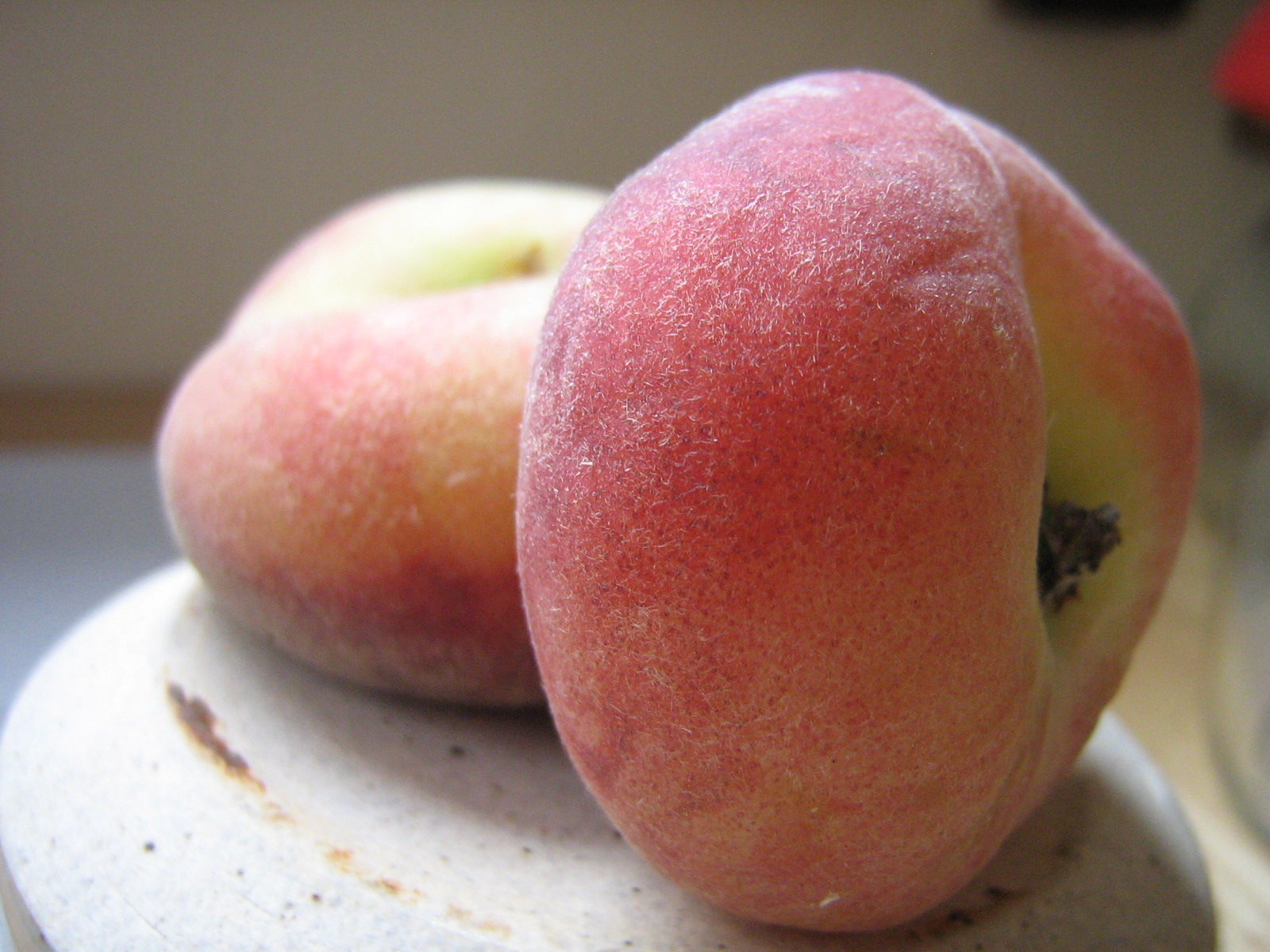
蟠桃

中国俗语裡的“桃李满天下”则以“桃花”、“李花”比喻生徒济济，教育的硕果累累。
- 桃花
- 春節時擺放的賀年桃花

## 延伸阅读
[在维基数据编辑]
 《欽定古今圖書集成·博物彙編·草木典·桃部》，出自陈梦雷《古今圖書集成》
 《植物名實圖考·桃》，出自吳其濬《植物名實圖考》